# Enter (альбом Russian Circles)
Enter — це другий реліз, але перший повноцінний студійний альбом гурту Russian Circles. Вийшов 16 травня 2006 року під лейблом Flameshovel Records. Використання в альбомі ефекту «стихання» (або «згасання») наприкінці кожної композиції робить враження, наче музика звучить безперервно. Всі композиції альбому, за винятком «Micah» та «Enter», вперше з'явилися на однойменному («Russian Circles») мініальбомі гурту.

## Список треків
| #  | Назва                 | Тривалість |
| -- | --------------------- | ---------- |
| 1. | «Carpe»               | 9:01       |
| 2. | «Micah»               | 8:03       |
| 3. | «Death Rides a Horse» | 5:46       |
| 4. | «Enter»               | 7:54       |
| 5. | «You Already Did»     | 8:14       |
| 6. | «New Macabre»         | 5:18       |

## Учасники
- Майк Салліван − гітара
- Колін Деквіпер − баси
- Дейв Тенкранц − ударні
- Ґреґ Норман − звукорежисура
- Ден Стаут − мастеринг
- Роб Лові − фортепіано, мелотрон, прослуховування та оренда інструментів
- Джонатан Крон − дизайн альбому